# رومان إيريمينكو
رومان أليكسييفيتش إيريمينكو ((بالروسية: Роман Алексеевич Еременко)‏؛ مواليد 19 مارس 1987 في موسكو) هو لاعب كرة قدم فنلندي يلعب مع نادي سيسكا موسكو في الدوري الروسي الممتاز كلاعب وسط. كما أنه يلعب بانتظام لمنتخب فنلندا لكرة القدم. بدأ رومان إيريمينكو مسيرته الرياضية عام 2004 مع نادي يارو.

## روابط خارجية
- رومان إيريمينكو – سجل منافسات اليويفا
- رومان إيريمينكو على موقع الاتحاد الدولي (مؤرشف)  (الإنجليزية)
- رومان إيريمينكو على موقع الاتحاد الأوربي (الإنجليزية)
- رومان إيريمينكو على موقع اتحاد أوكرانيا (الإنجليزية)
- رومان إيريمينكو على موقع إي إس بي إن إف سي (الإنجليزية)
- رومان إيريمينكو على موقع قاعدة بيانات كرة القدم.إي يو (الإنجليزية)
- رومان إيريمينكو على موقع بيانات كرة القدم. دي إي (الألمانية)
- رومان إيريمينكو على موقع ناشيونال فوتبول تيمز (الإنجليزية)
- رومان إيريمينكو على موقع Soccerbase.com (لاعب) (الإنجليزية)
- رومان إيريمينكو على موقع Soccerway.com (الإنجليزية)
- رومان إيريمينكو على موقع عالم كرة القدم.نت (الإنجليزية)